# マリー・ダグラス
マリー・ダグラス（Murray Douglas、1989年10月27日 - ）は、ジャパンラグビーリーグワン静岡ブルーレヴズに所属するラグビーユニオン選手。

## プロフィール
- スコットランド・カーコーディ出身[1]。
- ポジションはロック(LO)。
- 身長 198 cm、体重 115 kg
- ニックネームはMuz。
- 弁護士の資格を持っている[2]。

## 略歴
エディンバラ、メルボルン・ライジング、ノースランド、ハリケーンズ、エディンバラ、ブランビーズを経て、2020年、ヤマハ発動機ジュビロ(現・静岡ブルーレヴズ)に加入。
2021年2月28日にジャパンラグビートップリーグ第2節リコーブラックラムズ戦に先発出場で日本での公式戦初出場を果たす。